# 沙河市
沙河市（さか-し）は中華人民共和国河北省邢台市に位置する県級市。

## 歴史
596年（開皇16年）、隋朝により竜岡県南部に沙河県が分割設置された。県名は南側を沙河が流れることによる。618年（武徳元年）、唐朝により温州は設置、沙河県は温州の州治とされたが、621年（武徳4年）に温州は廃止された。
1958年に廃止となり邢台市に編入されたが、1961年に再び設置された。1987年2月、県級市に改編され現在に至る。

## 行政区画
- 街道:褡褳街道、橋東街道、橋西街道、賛善街道、周荘街道
- 鎮:新城鎮、白塔鎮、十里亭鎮、綦村鎮、冊井鎮、劉石崗鎮
- 郷:柴関郷、蝉房郷